# Ratolí marsupial de Swainson
El ratolí marsupial de Swainson (Antechinus swainsonii) és una espècie de petit marsupial carnívor de la família dels dasiúrids. Viu a Austràlia.

## Taxonomia
El ratolí marsupial de Swainson fou descrit pel naturalista anglès George Robert Waterhouse el 1840, sent la segona espècie del gènere Antechinus en ser descrita. Fou anomenat en honor del zoòleg i artista William Swainson. N'hi ha tres subespècies:
- A. s. swainsonii, originari de Tasmània;
- A. s. insulanus, que viu al Parc Nacional de Grampians, Victòria;
- A. s. mimetes, que viu des del sud-est de Queensland fins al sud-oest de Victòria, passant per l'est de Nova Gal·les del Sud.